# Str8 off tha Streetz of Muthaphukkin Compton
| Críticas profissionais | Críticas profissionais |
| Avaliações da crítica  | Avaliações da crítica  |
| Fonte                  | Avaliação              |
| ---------------------- | ---------------------- |
| allmusic               | link                   |
| XXL                    | (XL)                   |
| Entertainment Weekly   | (B)                    |

Str8 off tha Streetz of Muthaphukkin' Compton (Straight off the Streets of Muthafuckin' Compton) é o segundo álbum de estúdio do rapper Eazy-E. Foi lançado postimomente em 30 de Janeiro  de 1996 e rapidamente ganhou status de ouro com 637,704 cópias vendidas. Contém os singles "Tha Muthaphukkin' Real" & "Just tah Let U Know". O álbum estreou na 3ª posição na Billboard 200 e na 1ª posição na Top R&B/Hip-Hop Albums com 98,000 cópias vendidas na primeira semana, se tornando seu álbum mais bem sucedido nas paradas.

## Informação do álbum
Era para ser um disco duplo, mas Eazy infelizmente faleceu antes de conseguir finalizar o projeto. Era também para ser lançado em 1994, mas foi constantemente arquivado. Eazy disse, no começo de 95, que o álbum seria lançado no verão do ano. Ele também disse que o álbum teria 60 faixas. Sua esposa, Tomica Wright, disse que as tais faixas ainda existem, mas não podem ser lançadas por motivos legais.
A canção "Wut Would You Do" é um insulto contra a Death Row. A música faz comentários sobre Dr. Dre e outros artistas envolvidos com a gravadora, como Snoop Doggy Dogg e Tha Dogg Pound. Numa entrevista mostrada no documentário de Lil' Eazy-E "The Life and Timez of Eric Wright", Eazy menciona colaborações com artistas como Bootsy Collins, Guns N' Roses, 2Pac, The Notorious B.I.G., Scarface, Kid Frost, Brotha Lynch Hung, Ice T, entre outros.
Muitos fãs do rapper tem tido frustrações com o passar dos anos, pelo fato dessas faixas ainda não terem sido lançadas.

## Faixas
1. "First Power" - 0:48
2. "Ole School Shit" (Featuring B.G. Knocc Out, Dresta & Sylk-E. Fyne) - 4:00
3. "Sorry Louie" - 4:03
4. "Just tah Let U Know" - 4:08
5. "Sippin' on a 40" (Featuring B.G. Knocc Out & Dresta) - 4:30
6. "Nutz on Ya Chin" - 3:07
7. "Tha Muthaphukkin' Real" (Featuring MC Ren) - 4:21
8. "Lickin', Suckin', Fuckin'" - 2:26
9. "Hit the Hooker" - 2:52
10. "My Baby'z Mama" - 3:43
11. "Creep 'N' Crawl" - 4:11
12. "Wut Would You Do" (Featuring Dirty Red) - 5:51
13. "Gangsta Beat 4 tha Street" (Featuring B.G. Knocc Out, Dresta & Menajahtwa) - 3:40
14. "Eternal E" (Featuring Roger Troutman & DJ Yella) - 5:25

## Desempenho nas paradas
| Ano  | Álbum                                         | Posição       | Posição                |
| ---- | --------------------------------------------- | ------------- | ---------------------- |
| Ano  | Álbum                                         | Billboard 200 | Top R&B/Hip-Hop Albums |
| 1995 | Str8 off tha Streetz of Muthaphukkin' Compton | #3            | #1                     |